# Dreiband-Saison 2012/13
Die Dreiband-Saison 2012/13 lief vom August 2012 bis zum Juli 2013.

## Allgemeines
Anders als bei der Snooker-Main-Tour, wo die Profi-Spieler von ihren Turniererfolgen leben müssen (bei gleichzeitig höheren Preisgeldern), sind beim Karambolage die Spieler noch im normalen Ligabetrieb eingebunden und stehen bei den Clubs/Vereinen (ähnlich wie Fußballer) unter Vertrag und werden von diesen bezahlt. Topspieler wie z. B. Martin Horn, Frédéric Caudron oder Torbjörn Blomdahl spielen oft europaweit für zwei oder mehr Vereine. Da sowohl der Weltverband Union Mondiale de Billard (UMB), als auch der Kontinentalverband Confédération Européenne de Billard (CEB) in Europa beheimatet sind, wurde bei deren Gründung der Ligabetrieb berücksichtigt. Aus dieser Tatsache ergibt sich die relativ niedrige Turnieranzahl pro Jahr, im Vergleich zum Snooker. Die Vereine spielen, im Coupe d’Europe, vergleichbar mit der UEFA Champions League, noch ihre Besten aus.

## Ranglistenturniere
Bei den folgenden Turnieren werden Ranglistenpunkte für die Welt- bzw. Europarangliste vergeben. Aufgeführt sind hier nur internationale Welt- und Europaturniere. Kontinentalturniere, die von der amerikanische Confederación Panamericana de Billar (CPB), asiatischen Asian Carom Billiard Confederation (ACBC) oder afrikanischen African Carom Confederation (ACC) durchgeführt werden, sind hier nicht dargestellt.

### Herren
| Datum                      | Turnier                        | Ort               | Sieger            | Erg.              | Finalist          |
| Einzelwettbewerbe          | Einzelwettbewerbe              | Einzelwettbewerbe | Einzelwettbewerbe | Einzelwettbewerbe | Einzelwettbewerbe |
| -------------------------- | ------------------------------ | ----------------- | ----------------- | ----------------- | ----------------- |
| 5. bis 9. September 2012   | Weltmeisterschaft              | Porto             | Eddy Merckx       | 40:24             | Choi Sung-won     |
| 18. bis 23. September 2012 | Weltcup 2012/2                 | Suwon             | Torbjörn Blomdahl | 3:1               | Marco Zanetti     |
| 2. bis 8. Dezember 2012    | Weltcup 2012/3                 | Hurghada          | Frédéric Caudron  | 3:0               | Lütfi Çenet       |
| 11. bis 17. Februar 2013   | Weltcup 2013/1                 | Antalya           | Torbjörn Blomdahl | 40:29             | Jérémy Bury       |
| 12. bis 14. April 2013     | Europameisterschaft            | Brandenburg       | Marco Zanetti     | 40:10             | Christian Rudolph |
| 23. bis 30. Juni 2013      | Panamerikanische Meisterschaft | Cali              | Pedro Piedrabuena | 40:33             | Huberney Ospina   |
| Mannschaftswettbewerbe     |                                |                   |                   |                   |                   |
| 21. bis 24. Februar 2013   | Team-WM                        | Viersen           | Belgien           | 2:0               | Deutschland       |
| 6. bis 9. Juni 2013        | Coupe d’Europe                 | Schiltigheim      | B. B. Spor Kulübü | 2:0               | AS AGIPI          |

### Damen
| Datum                     | Turnier             | Ort         | Sieger              | Erg.  | Finalist       |
| ------------------------- | ------------------- | ----------- | ------------------- | ----- | -------------- |
| 21. bis 23. November 2012 | Weltmeisterschaft   | Tokio       | Natsumi Higashiuchi | 25:15 | Yuko Nishimoto |
| 12. bis 13. April 2013    | Europameisterschaft | Brandenburg | T. Klompenhouwer    | 30:12 | Karina Jetten  |

### Junioren
| Datum                    | Turnier             | Ort         | Sieger        | Erg.  | Finalist          |
| ------------------------ | ------------------- | ----------- | ------------- | ----- | ----------------- |
| 25. bis 27. Oktober 2012 | Weltmeisterschaft   | San Javier  | Kim Haeng-jik | 35:27 | Ömer Karakurt     |
| 12. bis 13. April 2013   | Europameisterschaft | Brandenburg | Ömer Karakurt | 30:20 | Juan-David Zapata |

## Einladungsturniere
Bei diesen Turnieren werden grundsätzlich keine Ranglistenpunkte vergeben, einzige Ausnahme ist die Verhoeven Open/USA, bei denen US-Spieler Punkte für die USBA-Rangliste erhalten.

### Herren
| Datum                               | Turnier               | Ort          | Sieger           | Erg.  | Finalist         |
| ----------------------------------- | --------------------- | ------------ | ---------------- | ----- | ---------------- |
| 5. bis 7. Dezember 2012             | ANAG Billard Cup      | Olmütz       | Eddy Leppens     | 2:0   | Raul Cuenca      |
| 23. November 2012 bis 24. März 2013 | AGIPI Billard Masters | Schiltigheim | Marco Zanetti    | 50:40 | Frédéric Caudron |
| 15. bis 17. März 2013               | Lausanne Masters      | Lausanne     | Marco Zanetti    | 40:33 | Frédéric Caudron |
| 17. bis 21. Juli 2013               | Verhoeven Open        | New York     | Frédéric Caudron | 40:35 | Eddy Merckx      |

### Damen
| Datum                 | Turnier        | Ort      | Sieger           | Erg.  | Finalist  |
| --------------------- | -------------- | -------- | ---------------- | ----- | --------- |
| 14. bis 16. Juli 2013 | Verhoeven Open | New York | T. Klompenhouwer | 20:16 | Orie Hida |

## Multisportveranstaltungen
| Datum                     | Turnier     | Ort     | Sieger        | Erg.  | Finalist           |
| ------------------------- | ----------- | ------- | ------------- | ----- | ------------------ |
| 26. Juni bis 6. Juli 2013 | AIMAG       | Incheon | Ryūji Umeda   | 40:39 | Nguyen Quoc-Nguyen |
| 26. bis 30. Juli 2013     | World Games | Cali    | Marco Zanetti | 40:20 | Eddy Merckx        |